# Prințesa Louise Sophie de Schleswig-Holstein-Sonderburg-Augustenburg
Prințesa Louise Sophie de Schleswig-Holstein-Sonderburg-Augustenburg (germană Feodora Luise Sophie Adelheid Henriette Amalie; 8 aprilie 1866 - 28 aprilie 1952) a fost fiica lui Frederic al VIII-lea, Duce de Schleswig-Holstein și a Prințesei Adelheid de Hohenlohe-Langenburg.

## Familie
Louise a fost al șaselea copil și a treia fiică a lui Frederic al VIII-lea, Duce de Schleswig-Holstein și a soției acestuia, Adelheid de Hohenlohe-Langenburg.  A fost sora mai mică a împărătesei Augusta Viktoria a Germaniei și a lui Ernst Gunther, Duce de Schleswig-Holstein.
Bunicii paterni ai Louisei au fost Christian, Duce de Augustenburg și Louise Sophie, Contesă Danneskiold-Samsøe. Bunicii materni au fost Ernst I, Prinț de Hohenlohe-Langenburg și Prințesa Feodora de Leiningen. Feodora a fost sora vitregă a reginei Victoria a Regatului Unit.

## Căsătorie și copii
La 24 iunie 1889, Louise s-a căsătorit cu Prințul Friedrich Leopold al Prusiei. El era copilul cel mic și singurul fiu al Prințului Friedrich Karl al Prusiei și a Prințesei Maria Anna de Anhalt-Dessau; era nepotul regelui Frederic Wilhelm al III-lea al Prusiei.
Nunta a avut loc la Palatul Charlottenburg din Berlin. Au participat multe figuri regale important, printre care cumnatul Louisei, împăratul Wilhelm și regele George I al Greciei. Louise și Friedrich au avut patru copii:
| Name                                   | Birth | Death | Notes |
| -------------------------------------- | ----- | ----- | --- |
| Prințesa Victoria Margaret a Prusiei   | 1890  | 1923  | căsătorită cu Heinrich al XXXIII-lea de Reuss-Köstritz; a avut copii                                          |
| Prințul Friedrich Sigismund al Prusiei | 1891  | 1927  | căsătorit cu Prințesa Marie Louise de Schaumburg-Lippe, o fiică a Prințesei Louise a Danemarcei; a avut copii |
| Prințul Friedrich Karl al Prusiei      | 1893  | 1917  | a murit în Primul Război Mondial                                                                              |
| Prințul Friedrich Leopold al Prusiei   | 1895  | 1959  | |

Adesea Louise a reprezentat-o pe sora ei împărăteasa la evenimente sociale și la vizite în spital. A făcut față mai multor tragedii personale: trei dintre copii ei au murit devreme; Friedrich Karl a murit rănit în Primul Război Mondial în 1917, Viktoria a murit de gripă în 1923 și  Friederich Sigismund a murit după ce a căzut de pe cal în 1927. 
Louise a murit la 28 aprilie 1952, la vârsta de 86 de ani, la Bad Nauheim, Germania.